# Ольховка (Ярославская область)
Ольховка — деревня в Даниловском районе Ярославской области. Входит в состав Дмитриевского сельского поселения.

## История
В 1965 году Указом Президиума ВС РСФСР деревня Огрызково переименована в Ольховка.

## Население
| 2007 | 2010 |
| ---- | ---- |
| 0    | ↗2   |